# محقق فذ (الموسم 1)
محقق فذ (بالإنجليزية: True Detective)‏ مسلسل تلفزيوني درامي درامي أمريكي مختارات من إنتاج نيك بيزولاتو، تم عرضه لأول مرة في 12 يناير 2014، على شبكة الكابل الممتازة إتش بي أو. تألف فريق الممثلين الرئيسي من ماثيو ماكونهي، وودي هارلسون، وميشيل موناغان، ومايكل بوتس، وتوري كيتلز. كان للموسم ثماني حلقات، واختتم بثه الأولي في 9 مارس 2014. كمختارات، لكل موسم محقق فذ قصته المستقلة، بعد مجموعة متباينة من الشخصيات في بيئات مختلفة.
ركز الموسم الأول، الذي تم إنشاؤه كسرد غير خطي، على محققي جرائم القتل بشرطة ولاية لويزيانا روستين «روست» كوهلي (ماكونهي) ومارتن «مارتي» هارت (هارلسون)، الذين حققوا في مقتل البغي دورا لانج في عام 1995. بعد سبعة عشر عامًا، يجب عليهم إعادة النظر في التحقيق، جنبًا إلى جنب مع العديد من الجرائم الأخرى التي لم يتم حلها. خلال هذا الوقت، تهدد خيانة هارت زواجه من ماجي (موناغان)، ويكافح كوهلي للتغلب على ماضيه المضطرب. المخبر الحقيقي يستكشف موسم مواضيع التشاؤم الفلسفي، الرجولة، والمسيحية. قام النقاد بتحليل تصوير المسلسل للنساء، وحساسيته الذاتية، وتأثير القصص المصورة وروايات الرعب الغريبة على روايته.
تصور بيتزولاتو في البداية محقق فذ كرواية، لكنه شعر أنها مناسبة أكثر للتلفزيون. تم تصوير الحلقات التي أخرجها كاري جوجي فوكوناجا في لويزيانا على مدى ثلاثة أشهر. تلقى المسلسل مراجعات إيجابية من النقاد وتم الاستشهاد به كواحد من أقوى الأعمال الدرامية في الموسم التلفزيوني 2014. لقد كان مرشحًا للعديد من الجوائز، بما في ذلك ترشيح جائزة جائزة الإيمي برايم تايم لأفضل مسلسل درامي وجائزة جوائز الغولدن غلوب لأفضل مسلسل قصير أو فيلم تلفزيوني، وفاز بالعديد من الجوائز الأخرى في الكتابة والتصوير السينمائي والإخراج والتمثيل.

## فريق التمثيل الرئيسي
- ماثيو ماكونهي في دور المحقق روستن «راست» كوهلي.
- وودي هارلسون في دور المحقق مارتن «مارتي» هارت.
- ميشيل موناغان بدور ماجي هارت.
- مايكل بوتس في دور المحقق ماينارد جيلبوغ.
- توري كيتلز بدور المخبر توماس بابانيا.

## الإنتاج

### تصور
قبل إنشاء محقق فذ، كان نك بيزولاتو قد عمل بالتدريس في جامعة نورث كارولينا في تشابل هيل وجامعة ديباو وجامعة شيكاغو. مستوحى من سلسلة إتش بي أو ذا واير (مسلسل) و آل سوبرانو و ديد وود،  بدأ العمل على مجموعة قصص قصيرة نشرها لاحقًا باسم بين هنا والبحر الأصفر في عام 2006.  نشر رواية، جالفستون، في عام 2010، وبدأ يحاول الكتابة للتلفزيون. محاولاته السابقة في الكتابة التلفزيونية باءت بالفشل بسبب نقص المال.  جاءت أول حفلة كبيرة لبيتزولاتو في الكتابة التلفزيونية في عام 2011، ككاتب سيناريو لمسلسل إيه إم سي القتل (مسلسل) . ينسب الفضل إلى العرض في إعطائه لمحة عن الأعمال الداخلية لصناعة التلفزيون. أصبح بيزولاتو غير راضٍ بشكل متزايد عن الاتجاه الإبداعي للمسلسل، وترك أسبوعين في جلسات كتابة الموظفين لموسمها الثاني. 
كان المقصود من محقق فذ أن تكون رواية، ولكن بمجرد أن يتخذ المشروع شكلًا محددًا، اعتقد بيزولاتو أن تحولات السرد في الوقت والمنظور تجعله أكثر ملاءمة للتلفزيون.   قدم تكيفًا لـ جالفستون، ومن مايو إلى يوليو 2010 قام بتطوير ستة سيناريوهات، بما في ذلك مسودة مبكرة من 90 صفحة من البرنامج النصي التجريبي جالفستون.   حصل بيتزولاتو على صفقة تطوير مع إتش بي أو لسلسلة تجريبية محتملة بعد ذلك بوقت قصير.  كتب نصًا ثانويًا من محقق فذ بعد فترة وجيزة من مغادرته القتل بفضل دعم شركة الإنتاج ومدير أنونيموس كونتنت،  الذي أنتج وطور المشروع في النهاية. بحلول أبريل 2012، بعد فترة مزايدة ساخنة، قامت إتش بي أو بتكليف ثماني حلقات من محقق فذ،  بميزانية تتراوح من  إلى 4.5 مليون دولار لكل حلقة. لم يوظف بيزولاتو طاقم كتابة لأنه كان يعتقد أن النهج التعاوني لن ينجح مع عمليته الروائية المنعزلة، وأن المجموعة لن تحقق النتيجة المرجوة. بعد العمل بمفرده لمدة ثلاثة أشهر، كانت النسخة النهائية من نص المشروع بطول 500 صفحة.  

### الكادر والطاقم
نظرًا لأن المسلسل عبارة عن مختارات، فإن لكل موسم سردًا قائمًا بذاته، يتبع مجموعة متباينة من الشخصيات في أماكن مختلفة.  بدأ بيزولاتو بالتفكير في الأدوار الرئيسية بينما كان يروج للمسلسل للشبكات في أوائل عام 2012.  المخبر الحقيقي شكل مختارات يلزم الجهات الفاعلة الالتزام فقط موسم واحد، لذلك كان بيتزولاتو قادرة على جذب نجوم السينما الذين عادة تجنب المسلسل التلفزيوني بسبب جدول أعمالهما.  كان وودي هارلسون وماثيو ماكونهي من بين الممثلين الذين اعتبرهم بيزولاتو من فئة النجوم. ماكونهي، الذي أنهى مؤخرًا تصوير فيلم كيلر جو (فيلم) (2011)، تم التعاقد معه قبل فترة طويلة من بدء إتش بي أو الموسم.  أعجب بأدائه في محامي عائلة لينكن (فيلم) (2011)، كلفه بيتزولاتو في البداية بلعب دور هارت، لكن ماكونهي أقنعه بمنحه دور كوهلي. عندما سئل في مقابلة من فارايتي (مجلة) عن قراره بتبديل الأجزاء، أجاب الممثل، «أردت الدخول في رأس ذلك الرجل. الهوس، جزيرة الرجل - أبحث دائمًا عن رجل مناجاة. إنه شيء مهم حقًا لأنني أشعر أنني أعمل بشكل أفضل.»  للتحضير للدور، ابتكر ماكونهي تحليلًا من 450 صفحة - «المراحل الأربع لروستن كوهلي» لدراسة تطور شخصيته خلال الموسم.
كان هارلسون هو الاختيار المهم التالي للموسم، حيث تم إحضاره للعب هارت بناءً على طلب ماكونهي.  صرح هارلسون أنه انضم إلى محقق فذ جزئيًا لأنه أراد العمل مع بعض الأشخاص المشاركين في المشروع، والذين تعاون معهم سابقًا في فيلم إتش بي أو 2012 تغيير اللعبة (فيلم). وافقت ميشيل موناغان على لعب دور البطولة ماجي في الموسم لأنها شعرت بأنها مضطرة لاتجاه الحبكة وقصة شخصيتها. أكمل مايكل بوتس وتوري كيتليس فريق الممثلين الرئيسيين، حيث لعبوا دور المحققين ماينارد جيلبو وتوماس بابانيا على التوالي.  تشمل الأدوار الرئيسية الداعمة في الموسم الأول محقق فذ كيفن دن في دور الرائد كين كيسادا، وألكسندرا داداريو في دور ليزا تراغنيتي، وبراد كارتر في دور تشارلي لانج. 
قام بيزولاتو بتضييق نطاق بحثه عن مخرج مناسب لكاري جوجي فوكوناغا، الذي كان يعرفه من المحتوى المجهول، وأليخاندرو غونزاليس إيناريتو. تم تعيين فوكوناجا رسميًا كمخرج بعد انسحاب إيناريتو من المشروع بسبب التزامات الفيلم.  في إطار التحضير لعمله في المسلسل، أمضى فوكوناجا وقتًا مع محقق جرائم القتل في قسم التحقيقات الجنائية بشرطة ولاية لويزيانا لتطوير تصوير دقيق لعمل محقق جرائم القتل في التسعينيات. عين فوكوناجا آدم أركاباو، مدير التصوير الفوتوغرافي في أعلى البحيرة، كمصور سينمائي للمشروع. لفت انتباه المخرج أركاباو لعمله في مملكة الحيوان (2010) و سنوتاون (فيلم) (2011)، وتم التعاقد معه بعد أن تفاوض الاثنان على صفقة في اجتماع في سان فرانسيسكو. تم تعيين اليكس ديجيرلاندو، الذي عمل فوكوناجا معه في ' بينه زيتلن ' المجد في البحر في عام 2008، كمصمم إنتاج. قال فوكوناغا في مقابلة، «كنت أعرف ما أنجزه أليكس في مستنقعات لويزيانا وأعطيت بعض المال، وكم سيكون أكثر روعة في بناء مجموعات يمكن استخدامها لمدة يوم أو يومين فقط ثم يتم التخلي عنها مرة أخرى.» 

## التصوير
في البداية، كان من المقرر تصوير الموسم الأول محقق فذ في أركنساس، لكن بيتزولاتو اختار لاحقًا التصوير في لويزيانا للاستفادة من حوافز الدولة الضريبية والمناظر الطبيعية المميزة للمنطقة:  «هناك طبيعة متناقضة للمكان ونوع ما من الجودة المشؤومة تحتها كلها. كل شيء يعيش تحت طبقات من الإخفاء. الغابة سميكة ومظلمة ولا يمكن اختراقها. من ناحية أخرى، لديك جمال كل ذلك من مسافة بعيدة.»  استغرق التصوير الفوتوغرافي الرئيسي ثلاثة أشهر (ما بين 100 و 110 يومًا)،  من يناير إلى يونيو 2013.  تم تصوير ما يقرب من خمس دقائق من الفيلم يوميًا.  قام موظفو الإنتاج ببناء العديد من القطع الثابتة، من بينها كنيسة صغيرة محترقة، وإحياء خيمة جويل تيريوت، ومكاتب قسم التحقيقات الجنائية بولاية لويزيانا، وآخرها قاموا ببناء داخل مستودع مهجور للمصابيح الكهربائية بالقرب من إلموود. بالنسبة لمسرح جريمة دورا لانج، صور الطاقم لقطات خارجية لحقل قصب السكر بعيدًا خارج إرث (لويزيانا)، والتي بسبب احتراقها جزئيًا، ألهمت ما وصفه ديجيرلاندو بالخلفية «المزاجية والجوية» للمشاهد الداخلية المقابلة.  تم التقاط المشهد الذي يهرب فيه كوهلي، مع أخذ جينجر كرهينة، من مجمع سكني وسط إطلاق نار، في بريدج سيتي كطلقة تتبع مدتها ست دقائق، وهي تقنية استخدمها فوكوناجا في سين نومبر (2009) و جين اير (2011).  تم التصوير في سبع لقطات، كان التحضير للمشهد واسعًا ومتطلبًا: تدرب ماكونهي مع مارك نوربي لإتقان أسلوب القتال لشخصيته،  وتطلبت طبيعة التصوير فريقًا من منسقي الحركات وفناني الماكياج وطاقم المؤثرات الخاصة في متناول اليد طوال الدورة التدريبية بأكملها.  في مكان آخر، وقع إطلاق النار في حرم مدرسة كينر الثانوية القديمة  وفي القرن التاسع عشر فورت ماكومب، الواقعة خارج نيو أورلينز.

## تصميم فني
كان يشوع والش مسؤولة عن إنشاء المخبر الحقيقي الفنية. يتألف عمله من أجل العرض من أكثر من 100 فرد من «أعشاش الشيطان»- منحوتات شعر مستعار صنعها القاتل - إلى جانب لوحات جدارية ومنحوتات مصغرة لرجال مصنوعة من علب البيرة، من بين أشياء أخرى.  وفقًا لديجيرلاندو، فإن اهتمامات والش في الصيد والتحنيط جعلته «الرجل المثالي لهذا المنصب».  لم يكن مخطط أعشاش الشيطان مثبتًا جيدًا في النص، بخلاف المواصفات التي تكون الهياكل قادرة على الوقوف بمفردها وتتميز بتصميم حلزوني. ذهب ديجيرلاندو ووالش بتصميم ثلاثي القوائم أظهر دوامة عند النظر إليه من القاعدة، ويحتوي على عناصر عبور تشبه السلم والتي ترمز إلى رغبة القاتل في الصعود إلى مستوى روحي مظلم. كان لكل تصميم اختلافات دقيقة عن بعضها البعض  استشهد ديجيرلاندو بعمل هنري دارجر وجيمس تشارلز كاسل على أنه تأثيرات أسلوبية قوية وسعى لإلقاء نظرة بدائية على المنحوتات، التي كشفت عن طريقة عمل رجل لديه «دافع داخلي عميق للتعبير عن نفسه».  ولتعكس ذلك، بنى والش أعشاش الشيطان باستخدام الطين وملابس الأطفال المستعملة والقصب والجذور وغيرها من المواد التي شعر أن القاتل سيستخدمها. 
كان تسلسل عنوان الموسم عبارة عن تعاون بين المخرج باتريك كلير، واستوديوه إلاستيك الذي يقع في سانتا مونيكا، واستوديوه أنتي بودي في سيدني، وشركة بريدر التي يقع مقرها في بريسبان.  أكد فريق التصميم على المشهد الصناعي لجنوب لويزيانا لأنه يعكس سمات الشخصيات والنضالات الشخصية والداخلية. وذكرت كلير أن من البداية كان لديه رؤية «واضحة على نحو غير عادي» المخبر الحقيقي النهائي تسلسل الافتتاح.  باستخدام كتاب التصوير الفوتوغرافي لريتشارد ميشراش أمريكا البتروكيماوية (2012) كنموذج، قام فريق الإنتاج في البداية بتصوير المشهد المحلي، وتم نسج الصور الناتجة معًا لتشكيل جوهر تسلسل العنوان.  بحلول الوقت الذي بدأ فيه الإنتاج بالرسوم المتحركة، واجهوا العديد من المشاكل: كانت الصور الثابتة محببة للغاية واللقطات كانت خشنة للغاية. ونتيجة لذلك، تم تغيير العديد من اللقطات رقميًا وإبطائها إلى حوالي عُشر سرعتها الأصلية، والتي وفقًا لكلير، «أثارت مزاجًا سرياليًا وعائمًا استحوذ على ما كنا بعده بشكل مثالي». 
يتطلب إنشاء تأثير ثلاثي الأبعاد من فريق التصميم استخدام مجموعة متنوعة من الشبكات منخفضة بولي، أو نماذج هندسية ثلاثية الأبعاد.  باستخدام مجموعة متنوعة من تقنيات الرسوم المتحركة والمؤثرات الخاصة، تم لاحقًا تركيب هذه الصور «بعناية شديدة» لتجنب المظهر المعقم والرقمي.  قال كلير، «الشيء الأكثر أهمية بالنسبة لي هو أن هذا لا يبدو رقميًا، لذلك بذلنا قصارى جهدنا لدمج أكبر قدر ممكن من الصور العضوية.»  بالنسبة لبعض الصور الثابتة، أنشأ فريق التصميم مضاعفات رقمية لتطوير المزيد من الملمس. تم صقل القطع النهائي للتسلسل باستخدام تقنيات خلل بصري وتشويه الحركة .  تضمنت صحيفة سيدني مورنينغ هيرالد التسلسل الافتتاحي في قائمة من عشرة من أفضل سلاسل العناوين على التلفزيون.

## الاستقبال

### نسبة المشاهدة
اعتبرت الصحافة الأمريكية محقق فذ من بين أفضل البرامج التلفزيونية لعام 2014. أثنى العديد من النقاد على عمل كلا الممثلين الرئيسيين،    غالبًا ما خصوا ماكونهي بمزيد من الثناء،    بعمله الموصوف بأنه «رائع بشكل مذهل»  و «ببساطة مغناطيسية». حدد بعض المراجعين مشاهد محادثة بسيطة، غالبًا في مساحات داخلية خانقة، باعتبارها من أفضل التمثيل في السلسلة.    تلقى التوصيف آراءً مختلطة: خطب كوهلي، التي وصفتها هافينغتون بوست بأنها «مونولوجات ساحرة»،  و «فانيتي فير» باعتبارها مادة كثيفة ومثيرة للاهتمام،  انتقدت من قبل نيويورك بوست على أنها «الثرثرة النفسية في حقبة السبعينيات» مما أدى إلى إبطاء القصة. نظر العديد من النقاد إلى صور المرأة على أنها نمطية: «إما غاضبة أو مثارة»،  على الرغم من الإشادة بميشيل موناغان لأدائها في «دور غير ممتن». 
كان كل من بيتزولاتو وفوكوناجا، بصفتهما الكاتب والمخرج الوحيد للمسلسل بأكمله، قادرين على ممارسة سيطرة أقوى بكثير على العرض من المعتاد بالنسبة للمسلسل التلفزيوني، مما سمح للعرض بالمخاطرة: لم تكن عناصر السرعة والحوار والتصوير السينمائي في بعض الأحيان متوافقة مع توقعات الدراما التلفزيونية.   أثارت نصوص بيزولاتو انتقادات عرضية باعتبارها «أدبية واعية بذاتها» وكُتبت،   وعزا العديد من الصحفيين أخطاء في النص إلى عدم خبرة بيزولاتو في كتابة الدراما التلفزيونية.   وعلى الرغم من الانتقادات، وديلي تلغراف وابروكس وصف الموسم بأنها «طموحة»  و «كثيفة مع الحدث، ومعنى».  كما أدى هيكل الفلاش باك إلى تقسيم النقاد: فقد وصف بأنه «سلس بشكل مثير للإعجاب»،  و «أحد الأصول الرئيسية»،  ولكن النهج المجزأ لرواية القصص اعتبر خطأً من قبل الآخرين.   أشاد ابروكس بتصوير فوكوناجا السينمائي «الجميل بشكل رهيب»،  وأثنت بوسطن غلوب على الموسيقى التصويرية «الاحتياطية، الفارغة، الإيقاعية»،  مع ابروكس الفضل في التحكم الإبداعي الذي استخدمه الرجلين لجودة النتيجة. 
وصف العديد من النقاد قصة اثنين من المحققين غير المتطابقين يعملان في قضية ما على أنها كليشيهات،  على الرغم من أن العديد من المراجعين شعروا أن هذا تم تحويله إلى قوة: على سبيل المثال، وصفت صحيفة ذا ديلي بيست السرد بأنه «من المحتمل أن يكون ثوريًّا»،  وشعر مراجع جرانتلاند أن«الشكل راديكالي حقًا ويتطلع إلى الأمام»، على الرغم من أنه أضاف أن«المحتوى ليس سوى شيء»  كانت إميلي نوسباوم، التي كتبت في صحيفة نيويوركر، حاسمة أيضًا، معتبرة أن القصة الحقيقية هي «حكاية أبسط: قصة عن الخطوط العريضة للذكور البطولية ولقطات مقربة لحمار الإناث»؛ ووصفت المونولوجات الفلسفية بأنها «حديث عميق في غرفة النوم» وجادلت بأن العرض «سقط بسبب مبيعاته الخاصة».  كان المراجعون الآخرون أكثر إيجابية: حيث تراوحت التعليقات من «عصبية مخيفة وغاضبة في تقديمها ونية مثل ديفيد لينش الرئيسي»،  إلى «أحد أكثر المسلسلات إثارة واستفزازًا التي رأيتها على الإطلاق». 

## الجوائز
| الجائزة                             | تاريخ التكريم  | الفئة                                                     | الفائز (ون)                                                  | النتيجة | مراجع  |
| ----------------------------------- | -------------- | --------------------------------------------------------- | ------------------------------------------------------------ | ------- | ------ |
| جوائز تلفزيون اختيار النقاد         | 19 يونيو 2014  | أفضل مسلسل درامي                                          | المحقق الفذ                                                  | رُشِّح     | [ 51 ] |
| جوائز تلفزيون اختيار النقاد         | 19 يونيو 2014  | أفضل ممثل في مسلسل درامي                                  | ماثيو ماكنوي                                                 | فوز     | [ 51 ] |
| جوائز تي سي أي                      | 19 يوليو 2014  | برنامج جديد متميز                                         | المحقق الفذ                                                  | رُشِّح     | [ 52 ] |
| جوائز تي سي أي                      | 19 يوليو 2014  | برنامج العام                                              | المحقق الفذ                                                  | رُشِّح     | [ 52 ] |
| جوائز تي سي أي                      | 19 يوليو 2014  | إنجاز رائع في الأفلام والمسلسلات القصيرة والعروض الخاصة   | المحقق الفذ                                                  | فوز     | [ 52 ] |
| جوائز تي سي أي                      | 19 يوليو 2014  | الانجاز الفردي في الدراما                                 | ماثيو ماكنوي                                                 | فوز     | [ 52 ] |
| جائزة إيمي للفنون الإبداعية         | 16 أغسطس 2014  | التأليف الموسيقي المتميز لسلسلة                           | تي بون بورنيت                                                | رُشِّح     | [ 53 ] |
| جائزة إيمي للفنون الإبداعية         | 16 أغسطس 2014  | التمثيل المتميز لسلسلة دراما                              | أليكسا إل فوغل وكريستين كرومر وميجان لويس                    | فوز     | [ 53 ] |
| جائزة إيمي للفنون الإبداعية         | 16 أغسطس 2014  | مكياج رائع لسلسلة ذات كاميرا واحدة (غير اصطناعية)         | فيليسيتي بورينج، ويندي بيل، آن بالا، كيم بيرودين، ليندا دودز | فوز     | [ 53 ] |
| جائزة إيمي للفنون الإبداعية         | 16 أغسطس 2014  | تصوير سينمائي رائع لسلسلة ذات كاميرا واحدة                | آدم أركاباو                                                  | فوز     | [ 53 ] |
| جائزة إيمي للفنون الإبداعية         | 16 أغسطس 2014  | تصميم العنوان الرئيسي المتميز                             | باتريك كلير، راؤول ماركس، جينيفر سوفيو هول                   | فوز     | [ 53 ] |
| جائزة إيمي للفنون الإبداعية         | 16 أغسطس 2014  | الإخراج الفني المتميز لسلسلة معاصرة أو خيالية             | أليكس ديجيرلاندو، مارا ليبير-شلوب، تيم بيتش، سينثيا سلاجر    | رُشِّح     | [ 53 ] |
| جائزة إيمي للفنون الإبداعية         | 16 أغسطس 2014  | تحرير صورة كاميرا واحدة رائعة لسلسلة درامية               | أفونسو غونسالفيس                                             | رُشِّح     | [ 53 ] |
| جائزة الإيمي برايم تايم             | 25 أغسطس 2014  | مسلسل درامي رائع                                          | المحقق الفذ                                                  | رُشِّح     | [ 53 ] |
| جائزة الإيمي برايم تايم             | 25 أغسطس 2014  | أفضل ممثل رئيسي في مسلسل درامي                            | ماثيو ماكنوي                                                 | رُشِّح     | [ 53 ] |
| جائزة الإيمي برايم تايم             | 25 أغسطس 2014  | أفضل ممثل رئيسي في مسلسل درامي                            | وودي هارلسون                                                 | رُشِّح     | [ 53 ] |
| جائزة الإيمي برايم تايم             | 25 أغسطس 2014  | الإخراج المتميز لمسلسل درامي                              | كاري جوجي فوكوناجا                                           | فوز     | [ 53 ] |
| جائزة الإيمي برايم تايم             | 25 أغسطس 2014  | الكتابة المتميزة لمسلسل درامي                             | نيك بيزولاتو                                                 | رُشِّح     | [ 53 ] |
| الجائزة العالمية الذهبية            | 11 يناير 2015  | أفضل مسلسل قصير أو فيلم تلفزيوني                          | المحقق الفذ                                                  | رُشِّح     | [ 54 ] |
| الجائزة العالمية الذهبية            | 11 يناير 2015  | أفضل ممثل - مسلسل قصير أو فيلم تلفزيوني                   | ماثيو ماكنوي                                                 | رُشِّح     | [ 54 ] |
| الجائزة العالمية الذهبية            | 11 يناير 2015  | أفضل ممثل - مسلسل قصير أو فيلم تلفزيوني                   | وودي هارلسون                                                 | رُشِّح     | [ 54 ] |
| الجائزة العالمية الذهبية            | 11 يناير 2015  | أفضل ممثلة مساعدة - مسلسلات أو مسلسلات أو فيلم تلفزيوني   | ميشيل موناغان                                                | رُشِّح     | [ 54 ] |
| جوائز نقابة الممثلين الشاشة         | 25 يناير 2015  | أداء متميز لممثل ذكر في مسلسل درامي                       | ماثيو ماكنوي                                                 | رُشِّح     | [ 55 ] |
| جوائز نقابة الممثلين الشاشة         | 25 يناير 2015  | أداء متميز لممثل ذكر في مسلسل درامي                       | وودي هارلسون                                                 | رُشِّح     | [ 55 ] |
| جوائز نقابة المخرجين الأمريكية      | 7 فبراير 2015  | الإخراج المتميز - مسلسل درامي                             | كاري جوجي فوكوناجا                                           | رُشِّح     | [ 56 ] |
| جوائز نقابة الكتاب الأمريكية        | 14 فبراير 2015 | سلسلة درامية                                              | نيك بيزولاتو                                                 | فوز     | [ 57 ] |
| جوائز نقابة الكتاب الأمريكية        | 14 فبراير 2015 | سلسلة جديدة                                               | نيك بيزولاتو                                                 | فوز     | [ 57 ] |
| جوائز الأقمار الصناعية              | 15 فبراير 2015 | أفضل مسلسل درامي                                          | المحقق الفذ                                                  | رُشِّح     | [ 58 ] |
| جوائز الأقمار الصناعية              | 15 فبراير 2015 | أفضل ممثل في مسلسل درامي                                  | وودي هارلسون                                                 | رُشِّح     | [ 58 ] |
| جوائز الأقمار الصناعية              | 15 فبراير 2015 | أفضل ممثلة مساعدة في مسلسل أو مسلسل قصير أو فيلم تلفزيوني | ميشيل موناغان                                                | رُشِّح     | [ 58 ] |
| جوائز نقابة مديري المواقع           | 7 مارس 2015    | المواقع البارزة في مسلسل تلفزيوني معاصر                   | باتو تشاندلر                                                 | فوز     | [ 59 ] |
| جوائز تلفزيون الاكاديمية البريطانية | 10 مارس 2015   | أفضل برنامج دولي                                          | المحقق الفذ                                                  | فوز     | [ 60 ] |

## روابط خارجية
- قائمة حلقات محقق فذ  على قاعدة بيانات الأفلام على الإنترنت
- قائمة حلقات محقق فذ  على تي في.كوم